# Dryopteris callipteris
Dryopteris callipteris är en träjonväxtart som beskrevs av Carl Frederik Albert Christensen. Dryopteris callipteris ingår i släktet Dryopteris och familjen Dryopteridaceae. Inga underarter finns listade.